# SHOOT BOXING 2018 ヤングシーザー杯act.3
SHOOT BOXING 2018 ヤングシーザー杯act.3（シュートボクシング2018 ヤングシーザーハイact.3 ）は、シュートボクシングの大会の一つ。2018年8月5日、東京・浅草花やしき花劇場で開催された。

## 大会概要
メインの試合にて、竹野元稀がベテラン・大桑宏章を3RKOで勝利を獲得。

## 試合結果

### アマチュア戦
第1試合　-60kg契約　アマチュアS-2クラス特別ルール　2分3R延長1分1R
◯  日本 山田彪太朗 vs.  日本 佐々木健吾 ×
2R 終了　判定3-0（三者とも20−18）
第2試合　-70kg契約　アマチュアS-2クラス特別ルール　2分2R延長1分1R
◯  日本 村田義光 vs.  日本 伊藤英治 ×
2R 終了　判定3-0（三者とも20−18）
第3試合　Bセミプロルール　54.0kg契約　2分3R延長1R
◯  日本 山田虎矢太 vs.  日本 遠藤凌夢 ×
3R 終了　判定3-0（※三者とも10−9 ※本戦は三者とも29−29）

### 本戦
第4試合　SB日本スーパーバンタム級（55.0kg）スターティングクラスルール　3分3R延長無制限R
◯  日本 手塚翔太 vs.  日本 清水悟 ×
3R 終了　判定2-0（30−28、30−30、30−29）
第5試合　SB日本ライト級（62.5kg）エキスパートクラス特別ルール　3分3R延長無制限R
◯  日本 上田一哉 vs.  日本 土佐丸 ×
3R 終了　判定3-0（30−28、30−29、30−29）
第6試合　SB日本スーパーバンタム級（55.0kg）エキスパートクラス特別ルール　3分3R延長無制限R
◯  日本 竹野元稀 vs.  日本 大桑宏章 ×
3R 55秒　TKO（※レフェリーストップ）